# Gmina Zbąszyń
Die Gmina Zbąszyń ist eine Stadt-und-Land-Gemeinde im Powiat Nowotomyski der Woiwodschaft Großpolen in Polen. Ihr Sitz ist die gleichnamige Stadt (deutsch Bentschen) mit etwa 7250 Einwohnern.

## Gliederung
Zur Stadt-und-Land-Gemeinde (gmina miejsko-wiejska) Zbąszyń mit 13.804 Einwohnern (Stand 31. Dezember 2020) gehören die Stadt selbst und 14 Dörfer mit Schulzenämtern (sołectwa).
Schulzenämter und weitere Ortschaften sind:
| Name             | deutscher Name (1815–1920)              | deutscher Name (1939–1945)                  |
| ---------------- | --------------------------------------- | ------------------------------------------- |
| Chrośnica        | Chroschnitz 1908–1920 Kroschnitz        | Kroschnitz                                  |
| Czerwony Dwór    | Rothenhof                               | Rotenhof                                    |
| Dąbrowa          | Dombrowo                                |                                             |
| Edmundowo        | Vorwerk Edmundshof                      | Edmundshof                                  |
| Ernestynowo      | Ernestinowo                             |                                             |
| Kopce            | Vorwerk Kopce                           |                                             |
| Leśne Domki      | Waldhäuser                              | Waldhäuser                                  |
| Łomnica          | Lomnitz                                 | Lomnitz                                     |
| Morgi            | Vorwerk Morgen                          | Morgen                                      |
| Nądnia           | Nandel                                  | Nandel                                      |
| Nowa Wieś-Zamek  | Schloß Neudorf                          | Schloß Neudorf                              |
| Nowa Wieś Zbąska | Neudorf                                 | 1939–1943 Neudorf 1943–1945 Brückneudorf    |
| Nowe Czeskie     | Deutsch Böhmisch                        | Deutsch Böhmisch                            |
| Nowe Jastrzębsko | Friedenau                               | Friedenau                                   |
| Nowy Dwór        | Weidenvorwerk                           | Weidenvorwerk                               |
| Nowy Świat       | Neuwelt                                 | Neuwelt                                     |
| Perzyny          | Pierzyn 1908–1920 Pierschin             | 1939–1943 Seedorf 1943–1945 Pierschen       |
| Piaski           | Neuland                                 | Neuland                                     |
| Poświętne        | Poswientno                              |                                             |
| Przychodzko      | Deutschhöhe                             | Deutschhöhe                                 |
| Przyprostynia    | Brandorf                                | Brandorf                                    |
| Stare Czeskie    | Polnisch Böhmisch 1908–1920 Friedenhain | Friedenhain                                 |
| Stefanowice      | Stefanowo Hauland                       | Stefanshauland                              |
| Stefanowo        | Stefanowo                               | 1939–1943 Stefansdorf 1943–1945 Stefansflur |
| Strzyżewo        | Strese                                  | Strese                                      |
| Szklana Huta     | Glashütte                               | Glashütte                                   |
| Zakrzewko        | Zakrzewko 1913–1920 Bendorf             | Bendorf                                     |